# 下天津駅
下天津駅（しもあまづえき）は、京都府福知山市にある、WILLER TRAINS（京都丹後鉄道）宮福線の駅である。駅番号はF5。
福知山市鉄道利用増進協議会による駅の愛称は「はななみ峠駅」。駅近くの瘤木集落にある花並山と花並峠の名に由来する。

## 歴史
- 1988年（昭和63年）7月16日：宮福鉄道（現・北近畿タンゴ鉄道）宮福線開業と同時に設置[1]。
- 2015年（平成27年）4月1日：WILLER TRAINSへの移管により、京都丹後鉄道宮福線の駅となる。

## 駅構造
西側（宮津方面に向かって左側）に単式ホーム1面1線を持つ地上駅である。分岐器や絶対信号機を持たないため、停留所に分類される。宮福線は駅北方、南方の両方向でトンネルに入る。
無人駅で駅舎は無く、階段で高架上のホームへ上る。ホームに待合室があるが、自動券売機は設置されていない。またホーム下には簡素ながらも自転車置き場とトイレがある。

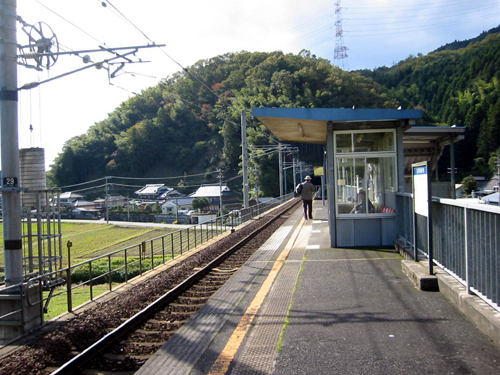
ホーム（2002年12月）
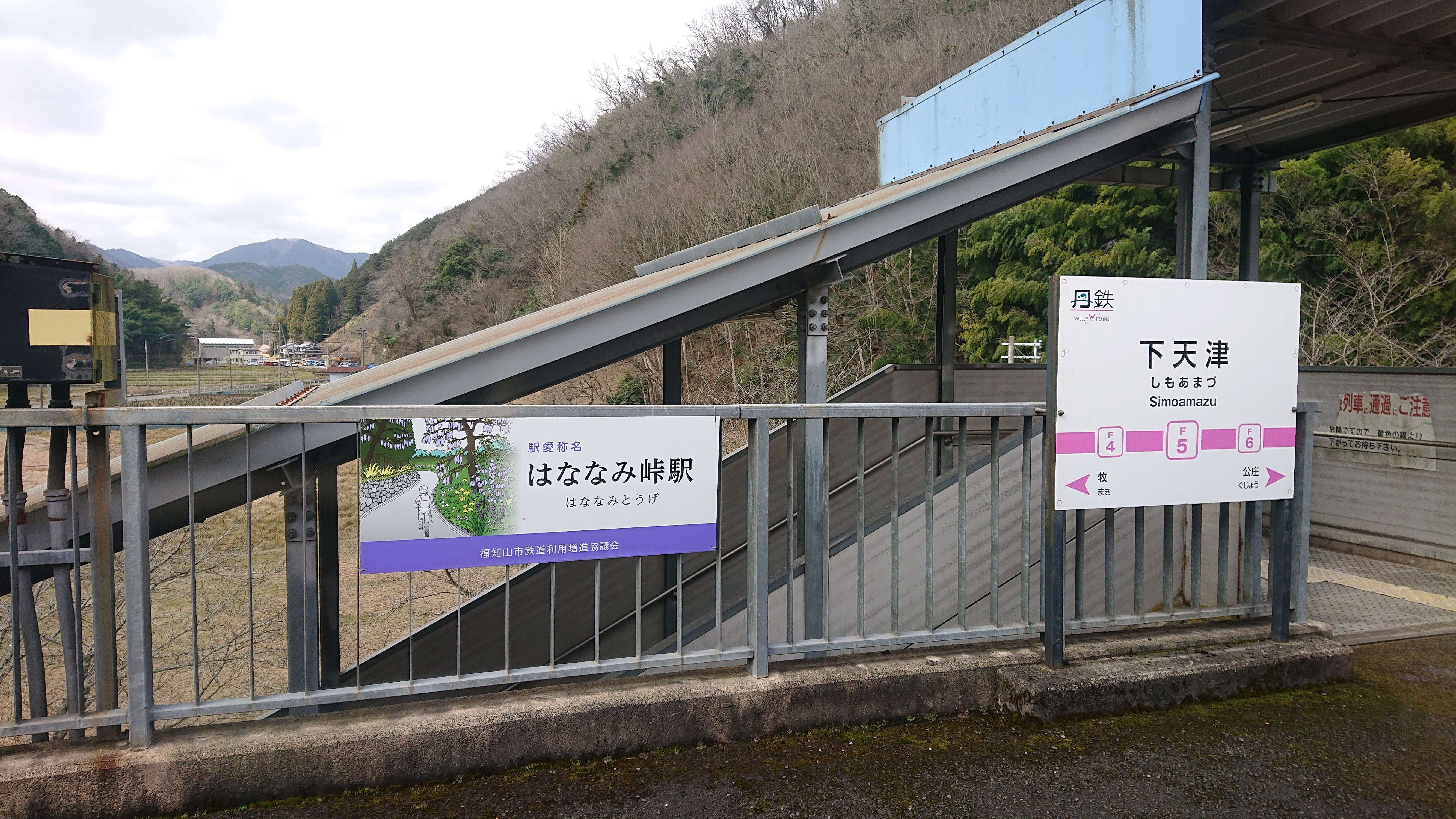
愛称板と駅名標（2020年3月）

## 利用状況
1日の平均乗車人員は以下の通りである。
| 乗車人員推移 | 乗車人員推移 |
| 年度         | 1日平均人数  |
| ------------ | ------------ |
| 1999         | 27           |
| 2000         | 25           |
| 2001         | 22           |
| 2002         | 19           |
| 2003         | 11           |
| 2004         | 8            |
| 2005         | 5            |
| 2006         | 8            |
| 2007         | 5            |
| 2008         | 13           |
| 2009         | 11           |
| 2010         | 8            |
| 2011         | 7            |
| 2012         | 8            |
| 2013         | 4            |
| 2014         | 4            |
| 2015         | 3            |
| 2016         | 3            |
| 2017         | 11           |
| 2018         | 0            |

## 駅周辺
山間の集落にある駅。東へ少し離れた所を国道が通り、そこから更に東へ少し離れた所を由良川が流れる。対岸を京都府道55号舞鶴福知山線が通るが、当駅の周辺には橋が架けられていない。西へ進むと京都府道528号下野条上川口停車場線に至るが、この府道は駅からやや離れた所を通る。
- 山神神社[3]
- 此之附近花並之駅址 - 山陰別道
- 国道175号
- 国道176号
- 京都府道529号大呂下天津線
- 丹後海陸交通「下天津」停留所（与謝線・福知山線） - 国道175号沿い

駅前広場は自転車置き場とトイレの2つだけで構成されているが、その奥に駐車場を併設している。

## 隣の駅
WILLER TRAINS（京都丹後鉄道）
■宮福線
快速「大江山」一部停車駅
牧駅 (F4) - 下天津駅 (F5) - 公庄駅 (F6)